# Kleopatra (film 1934)

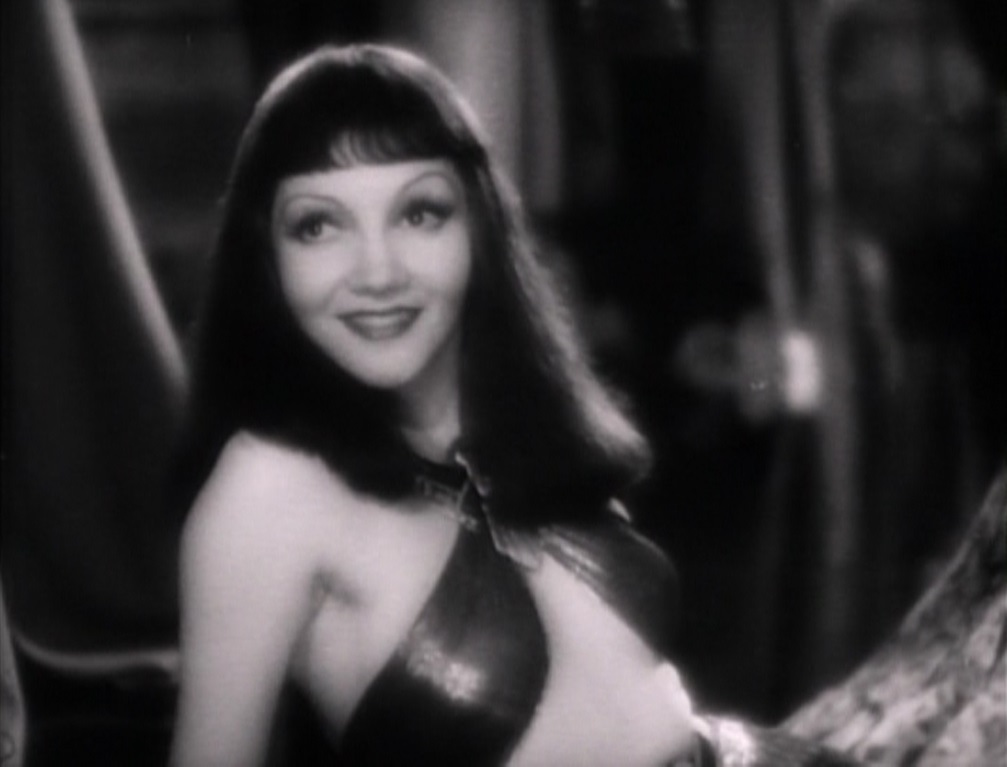
Claudette Colbert w scenie z filmu

Kleopatra (ang. Cleopatra) – amerykański film kostiumowy z 1934 roku w reżyserii Cecila B. DeMille’a.
Trzecia z kolei, lecz pierwsza dźwiękowa, choć jeszcze czarno-biała opowieść o losach ostatniej egipskiej królowej, Kleopatry VII i Juliusza Cezara. Zdjęcia do filmu rozpoczęto 13 marca 1934 roku, a ukończono 2 maja 1934 roku. Film był kręcony na 35 mm kamerze.

## Obsada
- Claudette Colbert – Kleopatra
- Warren William – Juliusz Cezar
- Henry Wilcoxon – Marek Antoniusz
- Joseph Schildkraut – Król Herod
- Gertrude Michael – Kalpurnia
- C. Aubrey Smith – Enobarbus
- Arthur Hohl – Brutus
- Irving Pichel – Apollodorus
- Ian Maclaren – Kasjusz
- Ian Keith – Oktawian August
- Edwin Maxwell – Caska
- Eleanor Phelps – Charmion
- Leonard Mudie – Pothinos
- Grace Durkin – Iras
- Ferdinand Gottschalk – Glabrio

## Ekipa
- Reżyseria – Cecil B. DeMille
  - Asystent reżysera – Cullen Tate
- Scenariusz – Vincent Lawrence, Bartlett Cormack, Waldemar Young
- Zdjęcia – Victor Milner
- Muzyka – Rudolph G. Kopp, Milan Roder
- Scenografia – Roland Anderson, Hans Dreier
- Producent – Cecil B. DeMille
- Montaż – Anne Bauchens
- Kostiumy – Vicky Williams i Travis Banton
- Dźwięk – Franklin Hansen
- Efekty specjalne – Barney Wolff

## Nagrody
Film był nominowany do Oscara w 1935 roku i zdobył jedną statuetkę w kategorii „najlepsze zdjęcia”.
- 1935 – Victor Milner Oscar najlepsze zdjęcia
- 1935 – Cecil B. DeMille, (nominacja) Oscar najlepszy film
- 1935 – Anne Bauchens, (nominacja) Oscar najlepszy montaż
- 1935 – Franklin Hansen, (nominacja) Oscar najlepszy dźwięk
- 1935 – Cullen Tate, (nominacja) Oscar, najlepszy asystent reżysera

## Fabuła
Historia Kleopatry VII i upadku Egiptu. Rok 48 p.n.e. W Egipcie trwa walka o władzę pomiędzy Kleopatrą a jej bratem Ptolemeuszem, który nakazuje wypędzić siostrę na pustynię i pod groźbą śmierci nie wracać do Aleksandrii.
Tymczasem do Egiptu, który znalazł się w sferze wpływów Rzymu, zmierza Juliusz Cezar, twórca potęgi imperium. Korzystając z jego obecności, Kleopatra, ukryta w zwoju kobierca ofiarowanego Cezarowi, dostaje się przed jego oblicze. Wykorzystując swe kobiece wdzięki, Kleopatra prosi go o pomoc w odzyskaniu władzy i względną niezależność dla swego kraju, obiecując w zamian rzymskiemu władcy możliwość dotarcia krótszą drogą do Indii.
Jej próby uwiedzenia cezara kończą się fiaskiem i dopiero zabicie niedoszłego zamachowca przekonuje do niej Juliusza. Oboje zostają kochankami. Ich romans niepokoi zwolenników cezara w Rzymie, oraz jego prawowitą żonę Kalpurnię. Mimo ostrzeżeń Juliusz Cezar przywozi Kleopatrę do Rzymu, niewiele sobie robiąc z rad dzielnego i popularnego wśród ludu rzymskiego wodza, Marka Antoniusza. W dniu, w którym ma wystąpić w senacie, Kalpurnia błaga go, by przełożył swoje wystąpienie, gdyż miała zły sen wieszczący cezarowi straszną śmierć. Jej obawy potwierdzają się: Cezar ginie wskutek spisku części senatorów. Zdruzgotana Kleopatra wraca do Egiptu, a tymczasem władzę w Rzymie mają sprawować wspólnie, decyzją senatu, siostrzeniec Juliusza, Oktawian, oraz Marek Antoniusz. Jemu też, jako przywódcy wojskowemu przypada rola pomszczenia Juliusza i ukarania Egiptu. Antoniusz aranżuje spotkanie z egipską królową w nadziei, że zdoła ją pojmać, lecz ona decyduje się podjąć go na statku. Olśniony jej urodą i przepychem, z jakim jest podejmowany, Antoniusz zakochuje się bez pamięci w Kleopatrze. To uczucie przypłaci życiem. Mimo to Kleopatrze nie uda się ochronić Egiptu przed Rzymianami.